# Championnats du monde de 49er et 49er FX
Les championnats du monde de 49er et 49er FX sont une compétition internationale annuelle de sport nautique sous l'égide de la Fédération internationale de voile (ISAF). De la première édition en 1997 à 2012, l'épreuve se court uniquement avec des équipages masculins sur 49er et elle s'appelle championnats du monde de 49er. Depuis 2013, la compétition réunis les messieurs sur 49er et les dames sur 49er FX.
Le 49er est un dériveur léger monotype à deux équipiers qui est l'une des embarcations utilisées dans les épreuves de voile aux Jeux olympiques depuis Sydney 2000. Le 49er FX est la version à voilure réduite du 49er, destiné aux équipages féminins et choisi par l'ISAF depuis les Jeux olympiques d'été de 2016.

## Éditions
| #  | Année | Lieu           |
| -- | ----- | -------------- |
| 1  | 1997  | Perth          |
| 2  | 1998  | Bandol         |
| 3  | 1999  | Melbourne      |
| 4  | 2000  | Guaymas        |
| 5  | 2001  | Malcesine      |
| 6  | 2002  | Oahu           |
| 7  | 2003  | Cadix          |
| 8  | 2004  | Athènes        |
| 9  | 2005  | Moscou         |
| 10 | 2006  | Aix-les-Bains  |
| 11 | 2007  | Cascais        |
| 12 | 2008  | Melbourne      |
| 13 | 2009  | Riva del Garda |
| 14 | 2010  | Freeport       |
| 15 | 2011  | Perth          |
| 16 | 2012  | Zadar          |
| 17 | 2013  | Marseille      |
| 18 | 2014  | Santander      |
| 19 | 2015  | Buenos Aires   |
| 20 | 2016  | Clearwater     |